# آرایدرون
آرایدرون (به لاتین: Araidron) یک منطقهٔ مسکونی در بنگلادش است که در ناحیه جلوکاتی واقع شده‌است.